# HD 164922

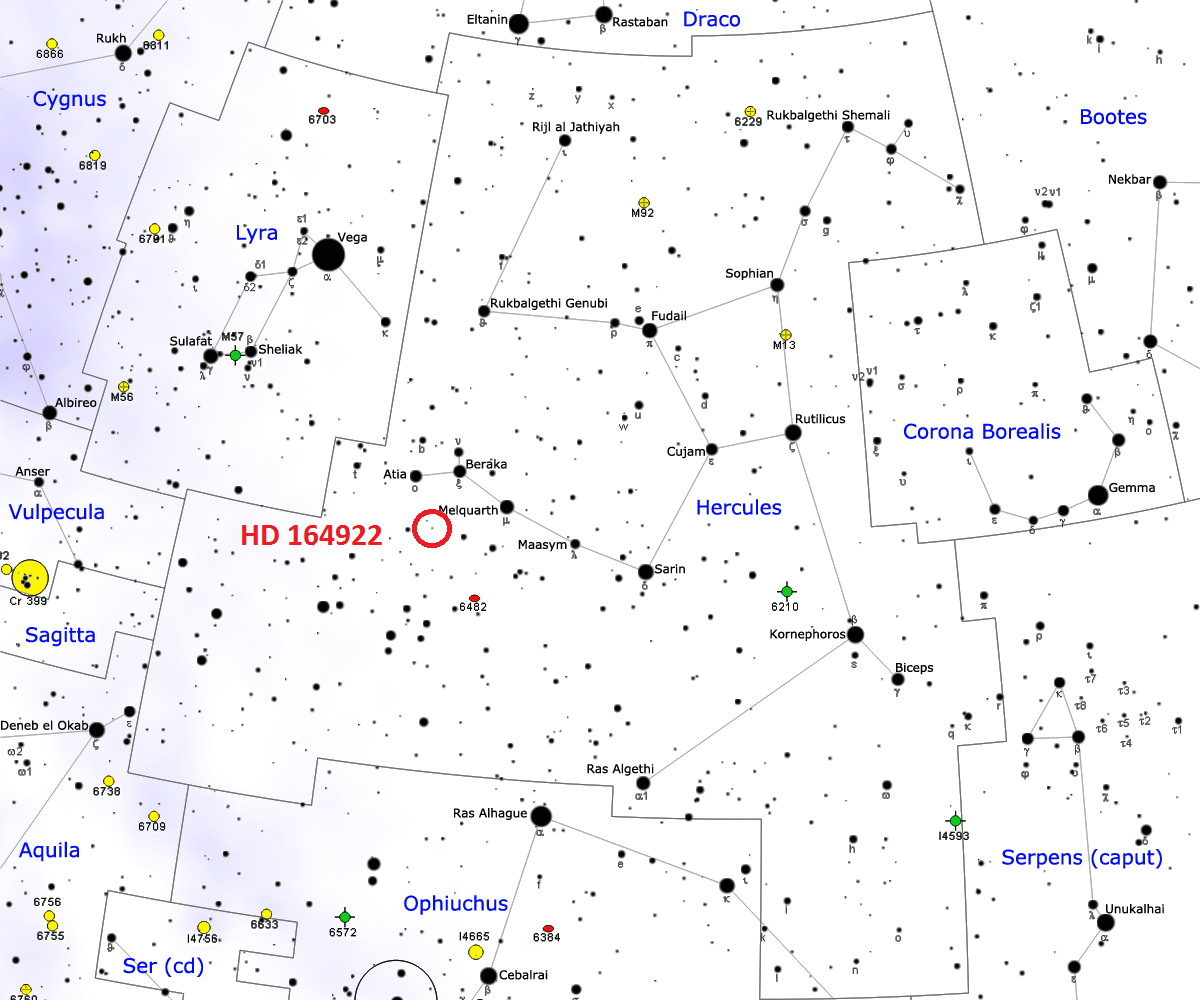
HD164922 vista desde un mapa estelar

HD 164922 es una estrella de tipo-G de la secuencia principal (del mismo tipo que el Sol) situada en la constelación de Hércules y se sitúa a 72 años luz de la Tierra.
Es una de las estrellas detectadas más viejas del universo y por lo tanto también de la Vía Láctea, ya que los astrofísicos le calculan aproximadamente una edad de 13.400 millones de años, teniendo en cuenta que al universo se le calcula una edad aproximada de 13.800 millones de años. Se estima que su masa es de alrededor unas 0.87 masas solares y que pronto evolucionará para transformarse en una gigante roja. Se calcula que la temperatura en su superficie es de alrededor unos 5300 K, su luminosidad un 70% de la del Sol y su radio un 99% de este último.
Hasta la actualidad se han detectado tres planetas extrasolares orbitando esta estrella, HD 164922 b, el cual se estima que su masa es de aproximadamente 0.36 veces la de Júpiter y tendría una temperatura superficial de aproximadamente -114 °C; HD 164922 c, el cual se calcula que su masa es de aproximadamente 13 veces la de la Tierra y una temperatura superficial de unos 127 °C y HD 164922 d, cuya masa aproximada es 4 veces la de la Tierra y su radio es 1.83 veces el de la Tierra.